# Ordynariat Polowy Salwadoru
Ordynariat Polowy Salwadoru – ordynariat polowy Kościoła rzymskokatolickiego w Salwadorze. Nie należy do metropolii San Salvador, lecz jest podległy bezpośrednio Rzymowi. Został erygowany 25 marca 1968 roku.

## Ordynariusze
- José Eduardo Alvarez Ramírez C.M. (1968–1987)
- Roberto Joaquín Ramos Umaña (1987–1993)
- Fabio Reynaldo Colindres Abarca (2008–2017)
- Reinaldo Sorto Martínez (2024–nadal)